# Mesochorus castaneus
Mesochorus castaneus är en stekelart som beskrevs av Tohru Uchida 1933. Mesochorus castaneus ingår i släktet Mesochorus och familjen brokparasitsteklar. Inga underarter finns listade i Catalogue of Life.